# Згода (Могилёвская область)
Зго́да (бел. Згода) — деревня в Глусском районе Могилёвской области Республики Беларусь. В составе Катковского сельсовета.

## История
До 2013 года деревня входила в состав Берёзовского сельсовета.

## Население
- 1999 год — 24 человека
- 2009 год — 22 человека
- 2022 год — 6 человек